# 4368 Pillmore
4368 Pillmore este un asteroid din centura principală, descoperit pe 5 mai 1981 de C. S. Shoemaker.